# Zofia Sembratowa
Zofia Sembratowa z domu Opoczyńska (ur. 3 marca 1906 w Kijowie, zm. 30 czerwca 1972 we Wrocławiu) – polska profesor weterynarii, histolog.
Córka doktora nauk medycznych Kazimierza Opoczyńskiego i Jadwigi z Krąkowskich. Świadectwo dojrzałości uzyskała w Gimnazjum im. Klementyny z Tańskich Hofmannowej w Warszawie w roku 1923. Ukończyła pod kierunkiem prof. Jerzego Aleksandrowicza studia medyczne na Uniwersytecie Wileńskim, a następnie w 1928 uzyskała tam tytuł doktora nauk medycznych. W 1930 przeniosła się do Lwowa, gdzie pracowała jako adiunkt w Akademii Medycyny Weterynaryjnej, tam w 1932 poślubiła Kazimierza Sembrata. Podczas okupacji niemieckiej brała udział w tajnym nauczaniu, prowadząc zajęcia z histologii dla studentów uniwersytetu i nauczycieli. W roku 1944 przeniosła się do Warszawy i została ranna podczas powstania. W roku 1945 zamieszkała wraz z mężem we Wrocławiu, gdzie uzyskała tytuł zastępcy profesora powierzono jej funkcję kierownika Katedry Histologii i Embriologii Wydziału Medycyny połączonych Uniwersytetu i Politechniki Wrocławskiej oraz stała na czele Wydziału Lekarskiego na tej uczelni. Habilitowała się w roku 1946 na Wydziale Medycyny Weterynaryjnej, na podstawie pracy pt. Morfogeneza ogona salamandry w świetle wyników międzygatunkowych transplantacji. W 1948 uzyskała tytuł Venia legendi, w 1948 profesora nadzwyczajnego, zakończyła wówczas kierowanie Katedrą Histologii i Embriologii. W 1950 na kanwie Wydziału Lekarskiego powstała Akademia Medyczna, gdzie Zofia Sembratowa pracowała do 1964.